# Surinaamse parlementsverkiezingen 1924
De Surinaamse parlementsverkiezingen in 1924 vonden plaats in april en mei van dat jaar. 
Er konden vier leden voor de Koloniale Staten gekozen worden in verband met het periodiek aftreden van P.A.A. Bucaille, J.A. Drielsma, W.P. Hering en E.Th.L. Waller. Alleen Bucaille stelde zich niet herkiesbaar.
| Kandidaat         | Stemmen in de eerste ronde | Stemmen in de tweede ronde | resultaat |
| ----------------- | -------------------------- | -------------------------- | --------- |
| J.A. Drielsma     | 592                        | -                          | gekozen   |
| K.J. van Erpecum  | 470                        | 534                        | gekozen   |
| G.R. de la Fuente | 281                        | -                          | x         |
| W.P. Hering       | 491                        | 625                        | gekozen   |
| C.S. Loe          | 286                        | -                          | x         |
| C.W. Naar         | 343                        | 401                        | x         |
| E.M. Rombouts     | 230                        | -                          | x         |
| M.H. Stephan      | 329                        | 346                        | x         |
| A.L. Waaldijk     | 329                        | 380                        | x         |
| E.Th.L. Waller    | 355                        | 439                        | gekozen   |

Bij deze verkiezingen mochten alleen mannen die aan bepaalde voorwaarden voldeden (censuskiesrecht) stemmen. Bij de eerste ronde waren er 1023 geldig uitgebrachte stembiljetten waarbij een kiezer voor meer dan een kandidaat kon stemmen. Er waren vier zetels te verdelen en om in de eerste ronde gekozen te kunnen worden had een kandidaat de stem nodig van meer dan de helft van de geldig uitgebrachte stembiljetten (minstens 512 stemmen). Eén kandidaat (Drielsma) voldeed aan die voorwaarde. Bij de 'herstemming' konden alleen de zes kandidaten die nog niet verkozen waren maar in de eerste ronde de meeste stemmen kregen, meedoen. Hiervan werden de drie kandidaten met de meeste stemmen verkozen tot Statenlid.
Na deze verkiezingen had de Staten van Koloniale Staten de volgende dertien leden:
| Naam               | Gepland jaar van aftreding | Bijzonderheden                      |
| ------------------ | -------------------------- | ----------------------------------- |
| S.D. de Vries      | 1928                       | voorzitter                          |
| J.R.C. Gonggrijp   | 1926                       | vicevoorzitter                      |
| W. Kraan           | 1926                       |                                     |
| H.J. Terheggen     | 1926                       |                                     |
| E.R. de Vries      | 1926                       |                                     |
| A.A. Dragten       | 1928                       |                                     |
| P.A. May           | 1928                       |                                     |
| R.A.P.C. O'Ferrall | 1928                       |                                     |
| R.D. Simons        | 1928                       |                                     |
| J.A. Drielsma      | 1930                       |                                     |
| K.J. van Erpecum   | 1930                       |                                     |
| W.P. Hering        | 1930                       | In 1925 opgevolgd door S.J. Samuels |
| E.Th.L. Waller     | 1930                       |                                     |